# Oscarsgalan 1960
Oscarsgalan 1960 som hölls 4 april 1960 var den 32:a upplagan av Oscarsgalan där det prestigefyllda amerikanska filmpriset Oscar delades ut till filmer som kom ut under 1959. Ben-Hur blev första film att vinna 11 Oscars, vilket endast skett två gånger till (Titanic vid Oscarsgalan 1998 och Sagan om konungens återkomst vid Oscarsgalan 2004).

## Priskategorier

### Bästa film
Vinnare:
Ben-Hur - Sam Zimbalist (postum vinst)
Övriga nominerade:
Analys av ett mord - Otto Preminger
Anne Franks dagbok - George Stevens
Nunnan - Henry Blanke
Plats på toppen - John Woolf, James Woolf

### Bästa manliga huvudroll
Vinnare:
Ben-Hur - Charlton Heston
Övriga nominerade:
Plats på toppen - Laurence Harvey
I hetaste laget - Jack Lemmon
The Last Angry Man - Paul Muni
Analys av ett mord - James Stewart

### Bästa kvinnliga huvudroll
Vinnare:
Plats på toppen - Simone Signoret
Övriga nominerade:
Jag hatar dig, älskling - Doris Day
Nunnan - Audrey Hepburn
Plötsligt i somras - Katharine Hepburn
Plötsligt i somras - Elizabeth Taylor

### Bästa manliga biroll
Vinnare:
Ben-Hur - Hugh Griffith
Övriga nominerade:
Analys av ett mord - Arthur O'Connell
Analys av ett mord - George C. Scott
The Young Philadelphians - Robert Vaughn
Anne Franks dagbok - Ed Wynn

### Bästa kvinnliga biroll
Vinnare:
Anne Franks dagbok - Shelley Winters
Övriga nominerade:
Plats på toppen - Hermione Baddeley
Den stora lögnen - Susan Kohner
Den stora lögnen - Juanita Moore
Jag hatar dig, älskling - Thelma Ritter

### Bästa regi
Vinnare:
Ben-Hur - William Wyler
Övriga nominerade:
Plats på toppen - Jack Clayton
Anne Franks dagbok - George Stevens
I hetaste laget - Billy Wilder
Nunnan - Fred Zinnemann

### Bästa originalmanus
Vinnare:
Jag hatar dig, älskling - Russell Rouse (berättelse), Clarence Greene (berättelse), Stanley Shapiro (manus), Maurice Richlin (manus)
Övriga nominerade:
De 400 slagen - François Truffaut, Marcel Moussy
I sista minuten - Ernest Lehman
Operation kjoltyg - Paul King (berättelse), Joseph Stone (berättelse), Stanley Shapiro (manus), Maurice Richlin (manus)
Smultronstället - Ingmar Bergman

### Bästa manus efter förlaga
Vinnare:
Plats på toppen - Neil Paterson
Övriga nominerade:
Analys av ett mord - Wendell Mayes
Ben-Hur - Karl Tunberg
Nunnan - Robert Anderson
I hetaste laget - Billy Wilder, I.A.L. Diamond

### Bästa foto (färg)
Vinnare:
Ben-Hur - Robert Surtees
Övriga nominerade:
The Big Fisherman - Lee Garmes
The Five Pennies - Daniel L. Fapp
Nunnan - Franz Planer
Porgy and Bess - Leon Shamroy

### Bästa foto (svartvitt)
Vinnare:
Anne Franks dagbok - William C. Mellor
Övriga nominerade:
Analys av ett mord - Sam Leavitt
En man och hans karriär - Joseph LaShelle
I hetaste laget - Charles Lang
The Young Philadelphians - Harry Stradling Sr.

### Bästa scenografi (svartvitt)
Vinnare:
Anne Franks dagbok - Lyle R. Wheeler, George W. Davis, Walter M. Scott, Stuart A. Reiss
Övriga nominerade:
En man och hans karriär - Hal Pereira, Walter H. Tyler, Sam Comer, Arthur Krams
The Last Angry Man - Carl Anderson, William Kiernan
I hetaste laget - Ted Haworth, Edward G. Boyle
Plötsligt i somras - Oliver Messel, William Kellner, Scott Slimon

### Bästa scenografi (färg)
Vinnare:
Ben-Hur - William A. Horning (postum), Edward C. Carfagno, Hugh Hunt
Övriga nominerade:
The Big Fisherman - John DeCuir, Julia Heron
Resan till jordens medelpunkt - Lyle R. Wheeler, Franz Bachelin, Herman A. Blumenthal, Walter M. Scott, Joseph Kish
I sista minuten - William A. Horning, Robert F. Boyle, Merrill Pye, Henry Grace, Frank R. McKelvy
Jag hatar dig, älskling - Richard H. Riedel, Russell A. Gausman, Ruby R. Levitt

### Bästa kostym (svartvitt)
Vinnare:
I hetaste laget - Orry-Kelly
Övriga nominerade:
En man och hans karriär - Edith Head
Anne Franks dagbok - Charles Le Maire, Mary Wills
Lusthuset - Helen Rose
The Young Philadelphians - Howard Shoup

### Bästa kostym (färg)
Vinnare:
Ben-Hur - Elizabeth Haffenden
Övriga nominerade:
Alla mina drömmar - Adele Palmer
The Big Fisherman - Renié
The Five Pennies - Edith Head
Porgy and Bess - Irene Sharaff

### Bästa ljud
Vinnare:
Ben-Hur - Franklin Milton (Metro-Goldwyn-Mayer SSD)
Övriga nominerade:
Resan till jordens medelpunkt - Carlton W. Faulkner (20th Century-Fox SSD)
Libel - A.W. Watkins (Metro-Goldwyn-Mayer London Sound Department)
Nunnan - George Groves (Warner Bros. SSD)
Porgy and Bess - Gordon Sawyer (Samuel Goldwyn SSD), Fred Hynes (Todd-AO SSD)

### Bästa klippning
Vinnare:
Ben-Hur - Ralph E. Winters, John D. Dunning
Övriga nominerade:
Analys av ett mord - Louis R. Loeffler
I sista minuten - George Tomasini
Nunnan - Walter Thompson
På stranden - Frederic Knudtson

### Bästa specialeffekter
Vinnare:
Ben-Hur - A. Arnold Gillespie (visuella), Robert MacDonald (visuella), Milo B. Lory (hörbara)
Övriga nominerade:
Resan till jordens medelpunkt - L.B. Abbott (visuella), James B. Gordon (visuella), Carlton W. Faulkner (hörbara)

### Bästa sång
Vinnare:
Livet är härligt - Jimmy Van Heusen (musik), Sammy Cahn (text) för "High Hopes"
Övriga nominerade:
Alla mina drömmar - Alfred Newman (musik), Sammy Cahn (text) för "The Best of Everything"
The Five Pennies - Sylvia Fine för "The Five Pennies"
De hängdas trä - Jerry Livingston (musik), Mack David (text) för "The Hanging Tree"
Landet utan lag - Dimitri Tiomkin (musik), Ned Washington (text) för "Strange Are the Ways of Love"

### Bästa filmmusik (musikal)
Vinnare:
Porgy and Bess - André Previn, Ken Darby
Övriga nominerade:
The Five Pennies - Leith Stevens
Li'l Abner - Nelson Riddle, Joseph J. Lilley
Här va' de' show - Lionel Newman
Törnrosa - George Bruns

### Bästa filmmusik (komedi eller drama)
Vinnare:
Ben-Hur - Miklós Rózsa
Övriga nominerade:
Anne Franks dagbok - Alfred Newman
Nunnan - Franz Waxman
På stranden - Ernest Gold
Jag hatar dig, älskling - Frank De Vol

### Bästa kortfilm
Vinnare:
Histoire d'un poisson rouge - Jacques-Yves Cousteau
Övriga nominerade:
Between the Tides - Ian Ferguson
Mysteries of the Deep - Walt Disney
The Running Jumping & Standing Still Film - Peter Sellers
Skyscraper - Shirley Clarke, Willard Van Dyke, Irving Jacoby

### Bästa animerade kortfilm
Vinnare:
Moonbird - John Hubley
Övriga nominerade:
Mexicali Shmoes - John Burton
Noaks ark - Walt Disney
The Violinist - Ernest Pintoff

### Bästa dokumentära kortfilm
Vinnare:
Glas - Bert Haanstra
Övriga nominerade:
Kalle i mattemagikens land - Walt Disney
From Generation to Generation - Edward F. Cullen

### Bästa dokumentärfilm
Vinnare:
Serengeti darf nicht sterben - Bernhard Grzimek
Övriga nominerade:
The Race for Space - David L. Wolper

### Bästa utländska film
Vinnare:
Orfeu negro (Frankrike)
Övriga nominerade:
Bron (Tyskland)
Det stora kriget (Italien)
Paw (Danmark)
Dorp aan de rivier (Nederländerna)

### Heders-Oscar
Lee De Forest
Buster Keaton

### Jean Hersholt Humanitarian Award
Bob Hope